# Bükkösd
Bükkösd is een plaats (község) en gemeente in het Hongaarse comitaat Baranya. Bükkösd telt 1104 inwoners (2013).